# 선우용여
선우용여(본명: 정용례, 1945년 8월 15일 ~ )는 대한민국의 배우이다.

## 생애
원래 예명은 선우용녀였으나, 2009년 2월부터 자신의 요청에 따라, 방송 활동에 사용되는 예명의 표기를 선우용여로 변경하였다. 딸은 1990년대 초반 가수로 활약했던 최연제이다.
1965년 TBC 동양방송 1기 무용수로 정식 데뷔하였으며 이후 연극배우, 영화배우, 텔레비전 연기자, 뮤지컬 배우 등 다방면의 활약을 하였다.
연예계 입문 당시에 자동차 레이싱 모델을 알려져 있다.

## 출연작

### 드라마
- 1970년 TBC 매일연속극 《아씨》 ... 은심 역
- 1980년 10월 1일 ~ 11월 30일 TBC 매일연속극 《달동네》
- 1980년 12월 1일 ~ 1981년 9월 5일 KBS 1TV 일일연속극 《달동네》
- 1982년 8월 3일 KBS 1TV 주간드라마 《밀봉》
- 1991년 KBS 2TV 미니시리즈 《저린 손 끝》
- 1991년 KBS 2TV 시츄에이션 드라마《TV 손자병법》
- 1992년 KBS 2TV 일일연속극 《해뜰날》
- 1992년 KBS 2TV 수목드라마 《92' 고래 사냥》
- 1993년 SBS 소설극장 《우리들 뜨거운 노래》
- 1993년 ~ 1995년 KBS 2TV 일요아침드라마《일요일은 참으세요》
- 1993년 KBS 2TV 일일연속극《사랑은 못말려》
- 1993년 MBC 미니시리즈 《파일럿》 ... 노혜란의 어머니 역
- 1995년 KBS 2TV 일요아침드라마《개성시대》
- 1995년 MBC 미니시리즈 《호텔》 ... 임 회장 아내 역
- 1995년 MBC 특별기획드라마 《제4공화국》 ... 장정이(김재규 내연의 처) 역
- 1996년 KBS 1TV 일일연속극 《사랑할 때까지》... 장길순 역 - 복국집 과부아줌마
- 1997년 MBC 미니시리즈 《별은 내 가슴에》
- 1997년 MBC 주말연속극 《신데렐라》 ... 준석 모 역
- 1997년 SBS 아침연속극 《당신 뿐인데》
- 1997년 KBS 2TV 일요아침드라마 《세 여자》
- 1998년 ~ 2000년 SBS 일일시트콤 《순풍산부인과》 ... 선우용여 역
- 1999년 MBC 주말연속극 《마음이 고와야지》
- 1999년 MBC 미니시리즈 《햇빛속으로》
- 2000년 MBC 일일연속극 《당신 때문에》 ... 조애선 역
- 2001년 MBC 미니시리즈 《맛있는 청혼》 ... 장태광 아내 역
- 2002년 SBS 일일시트콤 《대박가족》 ... 선우용여 역
- 2003년 MBC 일요아침드라마 《기쁜 소식》 ... 이국희 역
- 2004년 MBC 주말연속극 《장미의 전쟁》 ... 공진숙 역
- 2004년 EBS 일일드라마 《깡순이》 ... 맹춘자 역
- 2004년 SBS 아침연속극 《선택》 ... 이순주 역
- 2005년 MBC 월화미니시리즈 《원더풀 라이프》 ... 윤태희 역
- 2006년 MBC 일일연속극 《사랑은 아무도 못말려》 ... 장인숙 역
- 2006년 MBC 아침드라마 《있을 때 잘해》 ... 박금례 역
- 2006년 KBS 2TV 월화미니시리즈 《포도밭 그 사나이》
- 2007년 KBS 2TV 단막극 《드라마시티 - 하늘 연인》
- 2008년 MBC 수목미니시리즈 《누구세요?》 ... 금난희 역
- 2008년 SBS 월화드라마 《사랑해》 ... 철수 모 역
- 2008년 KBS 1TV 일일연속극《너는 내 운명》 ... 이화란 역
- 2008년 SBS 아침연속극 《며느리와 며느님》 ... 장옥순 역
- 2009년 MBC 일일시트콤 《태희 혜교 지현이》 ... 선우용여 역
- 2009년 MBC 아침드라마 《멈출 수 없어》 ... 구효숙 역
- 2011년 KBS 2TV 주말연속극 《사랑을 믿어요》 ... 이미경 역
- 2012년 MBC 월화미니시리즈 《골든타임》 ... 박금녀 역
- 2012년 KBS 2TV 일일시트콤 《패밀리》 ... 나일란 역
- 2013년 JTBC 일일드라마 《더 이상은 못 참아》 ... 길복자 역
- 2013년 tvN 일일시트콤 《감자별 2013QR3》 ... 노송의 여동생 역
- 2015년 MBC 특별기획 주말드라마 《여왕의 꽃》 ... 방은아 (방구봉) 역
- 2016년 SBS 특별기획 《미녀 공심이》 ... 석대황 친모 역
- 2019년 KBS 2TV 일일드라마 《왼손잡이 아내》 ... 천순임 역
- 2021년 KBS 2TV 일일드라마 《미스 몬테크리스토》 ... 한영애 역
- 2022년 KBS 2TV 주말드라마 《현재는 아름다워》... 이경순 역
- 2022년 MBC 수목드라마 《일당백집사》 ... 항복의 어머니 역 (목소리 출연)
- 2023년 tvN 단막극 《O'PENing - 산책》 … 윤귀애 역

### 영화
- 2017년 《사랑하기 때문에》 ... 할머니 역
- 2006년 《연애, 그 참을 수 없는 가벼움》 ... 영운 어머니 역
《구미호 가족》 ... 엄마 구미호(우정출연) 역
- 2004년 《누구나 비밀은 있다》 ... 어머니 역
《고독이 몸부림칠 때》 ... 송인주 역
- 2002년 《마법의 성》 ... 성빈 어머니 역
- 1996년 《알바트로스》 ... 은주 모 역
- 1995년 《비는 사랑을 타고》 ... 문 여사 역
- 1994년 《대통령의 딸》
 《증발》 ... 영애 역
 《나는 소망한다 내게 금지된 것을》 ... 상담소장 역
- 1993년 《살어리랏다》 ... 숙영모 역
- 1992년 《서글픈 사랑의 시작》
《늪속에 불안개는 잠들지 않는다》
《친구 애인》
- 1990년 《남자 시장》
- 1982년 《숲속의 바보》
《정부》
- 1981년 《F학점의 천재들》
《빙점 81》성애 역
- 1980년 《여자의 방》
- 1979년 《하늘아래 슬픔이》 
《로맨스 그레이》
《가시를 삼킨 장미》
《이십육 X 삼백육십오 = 0》
《비색》
《사랑의 조건》
《황토기》
《내일을 향해 달려라》
《장마》동만 어머니 역
- 1978년 《세종대왕》
《부초》
- 1977년 《겨울 여자》 ... 이화 어머니 역
《산불》
《광화문통 아이》
- 1976년 《유정》
- 1975년 《태백산맥》
- 1974년 《묘녀》
《위험한 사이》 ... 나효실 역
- 1969년 《소문난 아가씨들》
- 1966년 《병사는 죽어서 말한다》

### 뮤지컬
- 《新 효녀 심청가》

### 악극
- 《악극 아씨》

### 방송
- 2008년 MBC 《세바퀴》 ... 패널
- 2008년 KBS 1TV 《가족오락관》 ... 패널
- 2009년 11월 27일 《대통령과의 대화》 ... 연예인 패널
- 2009년 12월 8일 KBS 2TV 《1대 100》 ... 132회
- 2011년 MBC 《두근두근 스타 사랑의 스튜디오》
- 2011년 SBS 《놀라운 대회 스타킹》 ... 패널
- 2011년 JTBC 《원더풀 코리아》 ... MC
- 2013년 JTBC 《여보세요》 ... 패널
- 2015년 5월 17일 SBS 《웃음을 찾는 사람들》 ... 99회 <배우는 배우다> 특별출연
- KBS2 《비타민》 ... 패널
- 2015년 채널A 《아내가 뿔났다》 ... 특별출연
- 2017년 tvN 《대화가 필요한 개냥》 ... 패널
- 2020년 BTN불교TV 《BTN 신행이야기 가피》... MC
- 2021년 MBC 《황금어장 라디오스타》 ... 68회 게스트
- 2022년 MBC 《생방송 행복드림 로또 6/45》 ... 1046회 게스트

## 홍보대사
- 2005년 11월 광주김치대축제 홍보대사
- 2006년 3월 보건복지부 결핵 홍보대사

## 수상 경력
- 1977년 제16회 대종상 여우조연상
- 2009년 MBC 방송연예대상 버라이어티부문 특별상
- 2011년 MBC 방송연예대상 우정상
- 2012년 MBC 방송연예대상 우정상
- 2013년 대한민국 대중문화예술상 대통령 표창

## 참고 사항
- 본인이 출연한 드라마 중의 하나인 KBS 2TV 일일연속극 <사랑은 못말려>의 주제가를 딸 최연제가 불러[2] 화제가 됐다.

## 선우용여를 연기한 배우

### 예능
- SNL 코리아 (tvN)- 권혁수